# 一本松町
一本松町（いっぽんまつちょう）は、2004年まで愛媛県の南予地方、南宇和郡にあった町。現在の愛南町の東端に相当する。高知県との県境にあり、少子化が進んでいる。

## 地理
東と西が山地にはさまれた小規模な盆地を形成し、緩傾斜地が広がっている。中部には正木川が流れるが小規模。高知県の宿毛市及び北宇和郡津島町との境を形成している篠山が北にそびえる。篠川は篠山の南に源流を発した後、南流し当町と高知県宿毛市との境をなし、やがて東に向きを変え宿毛市へと流れている。ただ河川はいずれも小規模で、農業用水利はため池に頼ってきたため町内にはため池が多数ある。南宇和郡の他の町村と異なり、海には深浦湾の最奥部の満倉地区にてごくわずかに面しているものの漁村を形成するほどではない。
町名の由来
町域のほぼ中央部、かつて大きな松があったとされる地が「一本松」と呼ばれ、また明治以降町として発展し、町役場もおかれていた。また一説では、かつて南宇和郡一帯は松之庄と言われていたことから7村を統合して一本化したため、松之庄を総合する構想で一本松としたとの説もある。

## 地域
合併成立時の旧6箇村を、そのまま大字とした。
正木（まさき）、増田（ますだ）、小山（こやま）、中川（なかのかわ）、広見（ひろみ）、満倉（みちくら）
江戸時代には上記に加えて上大道（うわおおどう）を加えた7か村であった。
なお、平成の大合併により愛南町となってからの地名表記は、基本的には「一本松町」を「愛南町」に置き換えることで対応している。同時に、「字」の区域の編成を行い、「上大道」と「一本松」の2字が追加された。
例　一本松町正木 → 愛南町正木

## 歴史
藩政期
- 藩政期には宇和島藩の領地で御荘組に属した。

明治以降
- 岩松近家浦の兵頭氏が移り住み、酒造業を営み、一本松は町場としての基礎が築かれた。
- 1889年（明治22年）4月1日 - 町村制施行に伴い南宇和郡一本松村が成立。
- 1898年（明治31年）- 村役場の位置を巡って一本松説と札掛説とが対立したが、結局、一本松に設置。一本松は町としてますます発展した。
- 明治時代後半　昭和初期にかけて養蚕が盛んに営まれる。
- 1911年（明治44年）- 広見の耕地整理事業始まる。1915年完成。穀倉地帯として以後発展。
- 1962年（昭和37年）1月1日 - 一本松村が町制施行し一本松町となる。
- 昭和40年代には農業及び林業の構造改善事業が相次いで実施され、ミカンや蔬菜の栽培、きのこ類等の導入が試みられた。
- 1973年（昭和48年） - 篠山が国立公園地域に指定され、観光開発本格化。
- 2004年（平成16年）10月1日 - 南宇和郡全体5か町村（御荘町、城辺町、西海町、一本松町、内海村）が合併し、愛南町が成立、自治体としての歴史を閉じた。

```
一本松町の系譜
（町村制実施以前の村）　（明治期）　　（昭和の合併）　（平成の合併）
　　　　　　　　　　　　町村制施行時
増田　━━━━┓
正木　━━━━┫
小山　━━━━┫
広見　━━━━╋━━　一本松村　━━　一本松町　━━━┓
中川　━━━━┫　　　　　　　　　　　　　　　　　　　　　　　　　　　┃
満倉　━━━━┛　　　　　　　　　　　　　　　　　　　　　　　　　　　┃
　　　　　　　　　　　　　　　　　　　　　　　　　　　　　内海村━━━┫　平成16年10月1日
　　　　　　　　　　　　　　　　　　　　　　　　　　　　　御荘町━━━┫　　新設合併
　　　　　　　　　　　　　　　　　　　　　　　　　　　　　城辺町━━━╋━　愛南町
　　　　　　　　　　　　　　　　　　　　　　　　　　　　　西海町━━━┛

（注記）内海村他の合併以前の系譜はそれぞれの町村の記事を参照のこと。

```

## 行政
庁舎　
広見3535番地におかれた。1967年度（昭和42年度）の建築。
合併後は一本松支所となった。なお、合併後の住所表記は「愛南町一本松3535番地」。
歴代町村長
- 中澤良夫
- 菊地信武　2002年10月19日-　最後の町長

## 教育
町内に高等学校はない。
中学校
一本松中学校
小学校
- 一本松小学校
- 満倉小学校  2011年（平成23年）一本松小学校に統合
- 篠山小学校　組合立、日本一学校名の長い小学校として知られる

## 産業
農林業を基幹産業とし、米作、柑橘、野菜、葉タバコ栽培のほか畜産等。大都市圏から遠く立地環境には必ずしも恵まれていないものの、企業誘致により電気機械製造等の製造業が大きく進展した。しかながら、輸送コストがかさむことや国内製造業そのものの空洞化による工場閉鎖等もあり、一転し逆風にさらされた。

## 交通
宇和島市内より自動車で約60分。

### 鉄道
町内に鉄道はない。

### 道路
国道
国道56号

## 出身有名人
- 岡本吉起 - ゲームクリエイター
- 田中坦三 - 現代美術家